# Milivoje Simeunović
Milivoje Simeunović (Tuzla, 7 febbraio 1976) è un ex giocatore di calcio a 5 sloveno.

## Carriera
Di origini bosniache, è considerato uno dei più talentuosi calcettisti europei della sua generazione nonché il miglior giocatore sloveno della storia. Dopo gli esordi calcistici con la maglia del Domžale, si è presto adattato al calcio a 5. Nella sua lunga carriera ha giocato con Vuko Lubiana, Firenze, Bologna, Noril'skij Nikel', GIP Beton MTO, Gospić, Litija, Dobovec, Brezje Maribor. Con la nazionale slovena ha disputato il campionato europeo 2003 che ha segnato il debutto degli sloveni nella manifestazione continentale. In totale, ha vestito 60 volte la maglia della selezione, mettendo a segno 23 reti.

## Palmarès
- Campionato sloveno: 5
Litija: 2010-11, 2011-12, 2012-13
Dobovec: 2014-15
Brezje Maribor: 2015-16
- Campionato croato: 2
Gospić: 2006-07, 2007-08
- Campionato russo: 1
Noril'skij Nikel': 2001-02
- Campionato di Serie B: 1
Firenze: 1997-98 (girone B)